# Trains and Winter Rains
«Trains and Winter Rains» es un sencillo de Enya extraído de su séptima producción de estudio titulada And Winter Came....
La BBC Radio 2 show Wake Up to Wogan dio a conocer la canción de manera exclusiva en su transmisión del 29 de septiembre de 2008, dos meses antes del lanzamiento oficial de la canción y del álbum.

## Lista de canciones
| N.º | Tema                      | Duración |
| --- | ------------------------- | -------- |
| 1.  | "Trains And Winter Rains" | 3:25     |

- Datos: Q301617